# Leopold Rutkowski
Leopold Rutkowski, ps. „Muszyński”, „Trojanowski”, „Zawadzki” (ur. 12 sierpnia 1887 w Warszawie, zm. 8 września 1949 tamże) – urzędnik, w trakcie II wojny światowej członek Armii Krajowej, działacz podziemia.

## Życiorys
Syn Wiktora i Florentyny. Ukończył gimnazjum i studia prawnicze. Podczas I wojny światowej przebywał w Kijowie, gdzie m.in. z Melchiorem Wańkowiczem działał w Centralnym Komitecie Obywatelskim Królestwa Polskiego w Rosji. Po wybuchu rewolucji październikowej 1917 został aresztowany i na krótko osadzony w więzieniu na Łubiance w Moskwie. Po odzyskaniu przez Polskę niepodległości w 1918, w I połowie lat 20. był starszym referentem w Ministerstwie Spraw Wewnętrznych. Następnie został naczelnikiem Wydziału Politycznego MSW. Uczestniczył m.in. w opracowaniu ordynacji wyborczych do Sejmu i Senatu, które ogłosił drukiem pt. Ordynacje wyborcze do Sejmu i do Senatu oraz inne normy prawne dotyczące wyborów do Sejmu i do Senatu (1928). Po zamachu majowym odszedł z pracy w MSW. Od 1 maja 1927 do 1 września 1938 był dyrektorem administracyjnym i zastępcą naczelnego dyrektora Polskiego Czerwonego Krzyża. Położył duże zasługi przy organizowaniu terenowych kół PCK, prowadzeniu akcji charytatywnych, organizowaniu imprez artystycznych, z których dochód przeznaczano dla potrzebujących pomocy. Nakładem Zarządu Głównego PCK wydał dwie broszury: Gazy, bomby a prawo (1932), Polski Czerwony Krzyż. Istota, podstawy prawne, organizacja, zakres działalności, finanse (1934).  
Podczas II wojny światowej był pierwszym szefem Departamentu Spraw Wewnętrznych Delegatury Rządu RP w Londynie na kraj od lutego 1941, do lipca 1944. 13 kwietnia 1945, w Krakowie został aresztowany przez NKWD, osadzony w więzieniu, następnie wywieziony do Moskwy, gdzie na Łubiance był przesłuchiwany przez NKWD w związku z toczącym się w czerwcu 1945 procesem 16 przywódców Polskiego Państwa Podziemnego. W sprawie jego zwolnienia interweniował wicepremier Stanisław Mikołajczyk. Uwolniony jesienią 1945 i odesłany do kraju, tu natychmiast został aresztowany przez Urząd Bezpieczeństwa. Skazany na 2 lata więzienia i osadzony w więzieniu w Rawiczu. W 1946 zwolniony w wyniku interwencji Jakuba Bermana. Objął wówczas stanowisko dyrektora bydgoskiego Oddziału Gospodarczego Zrzeszenia Samorządu Terytorialnego. 15 czerwca 1949 w Bydgoszczy został ponownie aresztowany, skąd przewieziono go do Warszawy i osadzono w więzieniu mokotowskim. Został zamordowany w trakcie przesłuchań w więzieniu przy ul. Rakowieckiej w Warszawie przez władze Polski Ludowej dnia 8 września 1949 i potajemnie pochowany w nocy przez oprawców wraz z innymi ofiarami na „Łączce” na terenie Cmentarza Wojskowego na Powązkach. Później jego prochy zostały ekshumowane i przeniesione do grobu rodzinnego na cmentarzu Powązkowskim (kwatera 284a-6-13).

### Rodzina
Od 1916 był żonaty z Joanną z Szafnickich (1888–1960), z którą mieli syna Janusza (1922–1994), architekta i córkę Teresę po mężu Mróz (1925–2010), lekarza-stomatologa – oboje uczestniczyli w powstaniu warszawskim, a po wojnie zamieszkali w USA.

## Ordery i odznaczenia
- Krzyż Oficerski Orderu Odrodzenia Polski (7 listopada 1925)[7]
- Krzyż Kawalerski Orderu Odrodzenia Polski (2 maja 1923)[8][9]
- Złoty Krzyż Zasługi (11 kwietnia 1939)[10]
- Krzyż Armii Krajowej (pośmiertnie, 1970)[3]